# Пиннеберг (район)
Пиннеберг (нем. Pinneberg) — район в Германии. Центр района — город Пиннеберг. Район входит в землю Шлезвиг-Гольштейн. Занимает площадь 664,11 км². Население — 299 392 чел. Плотность населения — 450 человек/км².
Официальный код района — 01 0 56.
Район подразделяется на 49 общин.

## Города и общины
1. Бармштедт (9 475)
2. Эльмсхорн (48 317)
3. Хальстенбек (16 250)
4. Гельголанд (1 399)
5. Пиннеберг (41 289)
6. Квикборн (20 281)
7. Реллинген (13 702)
8. Шенефельд (17 802)
9. Торнеш (12 876)
10. Итерзен (17 871)
11. Ведель (31 875)

Управления
Управление Эльмсхорн-Ланд
1. Клайн-Норденде (3 034)
2. Клайн-Оффензет-Шпарриесхоп (2 718)
3. Кёльн-Райзик (2 620)
4. Ра-Безенбек (508)
5. Зеестер (978)
6. Зеестермюэ (920)
7. Зет-Экхольт (862)

Управление Хазельдорф
1. Хазелау (1 103)
2. Хазельдорф (1 711)
3. Хетлинген (1 338)

Управление Хёрнеркирхен
1. Бокель (634)
2. Бранде-Хёрнеркирхен (1 626)
3. Остерхорн (443)
4. Вестерхорн (1 310)

Управление Морреге
1. Аппен (5 807)
2. Грос-Норденде (707)
3. Хайдграбен (2 282)
4. Хайст (2 746)
5. Хольм (3 089)
6. Морреге (4 014)
7. Нойендайх (518)

Управление Пиннау
1. Бённингштедт (4 077)
2. Борстель-Хоэнраден (2 148)
3. Эллербек (4 251)
4. Хасло (3 410)
5. Куммерфельд (2 102)
6. Присдорф (2 209)
7. Тангштедт (2 127)

Управление Ранцау
1. Беверн (583)
2. Бильзен (713)
3. Бокхольт-Ханреддер (1 259)
4. Булленкулен (363)
5. Эллерхоп (1 326)
6. Грос-Оффензет-Асперн (435)
7. Хеде (720)
8. Хемдинген (1 653)
9. Лангельн (504)
10. Луцхорн (814)